# جلادت بدرخان
جلادت بدرخان در سال ۱۸۹۳ در استانبول دیده به جهان گشود. در دهه
بیست قرن بیستم برای دریافت مدرک دکترای خود در حقوق راهی آلمان شده و در دهه سی قرن بیستم به دمشق برگشت. در آن هنگام سوریه تحت قیمومت و کنترل فرانسوی‌ها بود، در آنجا فعالیت‌های کردی را آغاز کرد. او مبدع پرچم دارای سه رنگ و خورشید و کوه در وسط، در اوایل سال ۱۹۱۹ است و یکی از اعضای سازمان خویبوون (استقلال) شد که پایه‌گذاری جمهوری ارارات در سال ۱۹۲۷ به رهبری احسان نوری پاشا را بر عهده داشت. پس از شکست قیام آرارات در سال ۱۹۳۰ جلادت بدرخان دست از سیاست کشیده و تمام هم وغم خود را صرف زبان و ادبیات کردی نمود.
او در سال ۱۹۳۲ مجله‌ای به نام هاوار (فریاد) را منتشر کرد. از سال ۱۹۳۲ تا ۱۹۴۳ وی ۵۷ شماره این مجله را منتشر نمود. بدرخان علاوه بر این از سال ۱۹۴۲ تا ۱۹۴۵ مجله‌ای دیگر به نام روناهی (روشنایی) را نیز به زبان کردی منتشر کرد. ۲۸ شماره از این مجله را نیز چاپ کرد. وی علاوه بر این مجلات کتب دیگری را نیز به زبان کردی منتشر نمود.

## کتاب‌ها و مقاله‌های بدرخان
- الفبای کردی
- دستور زبان کردی (کرمانجی)
- فرهنگ لغت کردی (کرمانجی)
- خودآموز الفبای کردی
- نگاهی به الفبا
- مقدمه‌ای بر مولود
- مقدمه‌ای بر نماز کردهای ایزدی
- نامه‌ای به مصطفی کمال پاشا
- دربارهٔ مسئلهٔ کُرد و ترجمه دهها اثر چاپ شده و نشده دیگر به کردی کرمانجی و از کردی کرمانجی به دیگر زبان‌ها.

این شاهزاده کرد و از امرای امیرنشین بوتان در دوره عثمانی به ۱۲ زبان شرقی و غربی مسلط بود. وی الفبای کنونی کردی کرمانجی موسوم به الفبای لاتینی یا الفبای هاوار را پس از ۱۴ سال تحقیق و تفحص زبانشناختی پایه‌گذاری نمود و زبان کردی را وارد مرحله جدید کرد. این زادمرد بزرگ کرد پایه‌گذار گروه زبان و ادبیات کردی در دانشگاه پاریس است که اکنون تا مقطع دکترا تدریس می‌شود.

## مرگ
وی همراه برادرش کامران بدرخان با مجله هاوار دهها اثر دیگر را به کردها معرفی کرد. وی در سال ۱۹۵۱ در غربت و در سوریه دار فانی را وداع گفت.